# ماکرینوس
ماکرینوس با عنوان کامل کایسار مارکوس اوپلیوس سوروس ماکرینوس آوگوستوس (به لاتین: Caesar Marcus Opellius Severus Macrinus Augustus)‏ (۱۶۵–۲۱۸) به مدت کوتاهی از آوریل ۲۱۷ تا هنگام مرگش در ژوئن ۲۱۸، امپراتور روم بود. او همچنین نخستین کسی بود که بدون داشتن مقام سناتوری به فرمانروایی روم رسیده بود.

## زندگی‌نامه
ماکرینوس با نام کامل مارکوس اوپلیوس ماکرینوس (به لاتین: Marcus Opellius Macrinus) در حدود سال ۱۶۵ میلادی در سزاریا زاده شد. او از نژاد بربر و وکیلی توانا و مشهور بود. ماکرینوس در زمان امپراتوری کاراکالا (حکومت ۲۱۱–۲۱۷) به مقام فرماندهی پرتورین‌ها رسید. او مورد اطمینان کاراکالا بود ولی شایعاتی مبنی بر تمایل او به غصب تاج و تخت امپراتوری به گوش می‌رسید.
کاراکالا در ۸ آوریل ۲۱۷ و هنگامی که آمادهٔ جنگ با اشکانیان می‌شد به دست یکی از محافظان خود به قتل رسید و چنین گفته می‌شود که ماکرینوس در پشت این قتل حضور داشته‌است. سه روز پس از مرگ کاراکالا، ماکرینوس به عنوان امپراتور جدید روم و با عنوان «قیصر مارکوس اوپلیوس سوروس ماکرینوس آوگوستوس» انتخاب شد. او نخستین کسی در تاریخ روم بود که بدون داشتن مقام سناتوری به فرمانروایی امپراتوری می‌رسید، بلافاصله پس از به دست گرفتن تاج و تخت، ماکرینوس شروع به پاکسازی مخالفان کرد، بسیاری از استانداران استانی را جایگزین کرد و همچنین کسی را که به نظر می‌رسید ادعای اقتدار امپراتوری را دارند و تهدیدی برای او هست را اعدام می‌کرد. با این حال، در طی این پاکسازی، امپراتور جدید بسیاری از افراد در ارتش را که به کاراکالا وفادار بودند خشمگین کرد. اقدامات وی همچنین همسر سپتیمیوس سوروس و مادر کاراکالا، جولیا دومنا مهیب و قدرتمند را که میخواست زندگی حکومت‌داری و پرافتخار خود و به ویژه نفوذ خود را بر تخت سلطنت که سالها بود اعمال کرده بود، حفظ کند، بسیار ناراضی و عصبانی کرد. ماکرینوس که دید او همراه محافظانش علیه او توطئه مستقیمی می‌کند و ادعای تاج و تخت شوهر و پسر فقید خود را دارد و طرفداران او بی‌شمار هست و بدین‌سان می‌تواند تهدیدی کاملاً جدی برای اقتدار او باشد، به او دستور داد که از انطاکیه خارج شود. اما جولیا دومنا رد کرد. او به جای پیروی از دستورهای امپراتور، و در حالی که از اثرات سرطان پستان رنج می‌برد، چند روز پس از مرگ پسرش خود را از گرسنگی کشت. خواهرش جولیا مایسا و دو خواهرزاده‌اش، دختران مایسا، به نام های جولیا سوایمیاس و جولیا مامایا قول دادند که جنگ او را ادامه دهند و سوگند انتقام خوردند.
پس از خلاص شدن از جولیا دومنا، ماکرینوس در تابستان همان سال وارد جنگی بی‌نتیجه با اشکانیان در میانرودان شد و پس از تحمل شکستی سنگین سرانجام مجبور به امضای عهدنامهٔ صلح با آنان شد. به موجب این عهدنامه و برای برقراری صلح بین دو امپراتوری اشکانی و روم، ماکرینوس باید غرامت هنگفتی را به اردوان پنجم (شاه اشکانی) می‌پرداخت. این شکست و پذیرش عهدنامهٔ صلح از سوی ماکرینوس سبب نارضایتی رومیان از او گردید. همچنین ماکرینوس به دنبال این عهدنامه به کاهش حقوق سربازان پرداخت که نارضایتی آنان را نیز به دنبال داشت.
در همین زمان که جولیا مایسا خواهر بزرگتر جولیا دومنا که پس از همزمانی مرگ کاراکالا و جولیا دومنا به فرمان ماکرینوس از کاخ سلطنتی بیرون رانده شده بود، با نارضایتی در حال افزایش ارتش زیرا که بسیاری از آنان هنوز در عزاداری از مرگ جولیا دومنا بودند، فرصت را غنیمت شمرد و با استفاده از محبوب نبودن ماکرینوس با هوشمندی از اتفاقات مختلف این شایعه را بر سر زبان‌ها انداخت که نوهٔ او باسیانوس (هلیوگابال)، پسر تنی و حرامزاده کاراکالا است، او همچنین وصیت‌نامه دروغین را به نام مادر کاراکالا یعنی خواهر خود جولیا دومنا ساخت که ادعا می‌کرد، هلیوگابال واقعا پسر کاراکالا و وارث امپراتوری روم است و باید جانشین پدرش شود، به طور مؤثر جولیا مایسا قرار ملاقات‌هایی را با مخالفان ماکرینوس راه اندازی کرد و به آنها وعده‌های هنگفتی داد، همچنین شباهت بسیاری که باسیانوس به کاراکالا داشت در برنامه او مؤثر واقع شد. این موضوع سبب شد تا لژیون سوم گل‌ها که از سیاست‌های ماکرینوس به شدت ناراضی بودند با دیگر نخبگان سیاسی منطقه امسا که همچنان به خاندان سورانی وفادار بودند، همدست شده و شورش را بر ضد غاصب راه بیندازند، مایسا که توانست بود حمایت آنها را برای نوه خود در مقام امپراتوری به‌دست آورد، سریع برنامه جنگ را با کمک فرمانده بی‌تجربه اما مصمم گانیس، بزرگ‌شده خود و معشوقه دخترش سوایمیاس شروع کرد، آنها سریعا هلیوگابال چهارده ساله را در سال ۲۱۸ میلادی به عنوان امپراتور روم اعلام کردند. ماکرینوس در نبردی که در نزدیکی انطاکیه روی داد از آنان سخت شکست خورد و اقتدار او بر امپراتوری از بین رفت و به همراه اندک سربازانی که هنوز به او وفادار بودند به سوی ایتالیا گریخت. اما توسط نیروی‌هایی که با رشوه‌های جولیا مایسا وفادار به امپراتور جدید بودند، دستگیر و در ژوئن ۲۱۸ در کاپادوکیه وحشیانه اعدام شد و سرش به عنوان غنیمت به امپراتور جوان داده شد.